# Erebia seminigra
Erebia seminigra är en fjärilsart som beskrevs av Goltz 1930. Erebia seminigra ingår i släktet Erebia och familjen praktfjärilar. Inga underarter finns listade i Catalogue of Life.